# Transilien Paris Saint-Lazare
Transilien Paris Saint-Lazare est la « région » du Transilien, le réseau de trains d'Île-de-France de la Société nationale des chemins de fer français (SNCF), qui gère partiellement les lignes A et U, et intégralement les lignes J et L, permettant la desserte du nord et de l'ouest de l'Île-de-France à partir de la gare Saint-Lazare à Paris.

## Histoire

### Paris - Versailles-Rive-Droite et Saint-Nom-la-Bretèche
- 1839 : inauguration de la branche reliant Paris-Saint-Lazare à Versailles-Rive-Droite.
- de 1884 à 1889 : construction de la branche reliant la gare de Saint-Cloud à Saint-Nom-la-Bretèche.
- 1958 : ouverture temporaire de la gare de la Défense (dernière gare créée sur cette ligne) au moment des salons du Centre des nouvelles industries et technologies (CNIT) ; la gare définitive n’est ouverte qu’en 1968 avec comme vocation de desservir le quartier des affaires qui est en plein développement depuis le début des années 1960.
- entre 1976 et 1978 : électrification en 25 000 volts des deux branches, parcourues par des rames Z 6400.
- 1995 : ouverture d’une nouvelle liaison ferroviaire qui permet de relier La Défense à Saint-Quentin-en-Yvelines, grâce à la construction d’un saut-de-mouton à Viroflay, à l’électrification du viaduc de Viroflay à Porchefontaine et à la création d’un tiroir (voie en butoir qui permet de ranger ou retourner un train) et au ripage (travaux qui consistent à lever et déplacer une voie) d’une voie en gare de La Défense. Les trains de cette liaison empruntent les voies de la branche Paris/Versailles-Rive-Droite entre Viroflay et La Défense, ce qui évite aux clients une correspondance entre les gares de Viroflay-Rive-Droite et Viroflay-Rive-Gauche.
- entre 2017 et 2020 : remplacement des rames Z 6400 par des rames Z 50000.

### Paris - Cergy-le-Haut via Nanterre-Université
Jusqu’à Nanterre, il s’agit historiquement de la ligne qui reliait Paris à Saint-Germain-en-Laye. Inaugurée en 1837 par la reine Marie-Amélie, elle fut la première ligne ferroviaire construite au départ de Paris. Sa partie ouest, aujourd’hui incorporée à la ligne A du RER, a évolué comme suit :
- de 1924 à 1927 : électrification progressive de la ligne avec alimentation en courant continu 750 volts par troisième rail ;
- 1966 : alimentation en courant alternatif 25 000 volts de Houilles - Carrières-sur-Seine à Achères ;
- 1er octobre 1972 : cession par la SNCF à la RATP du tronçon de Nanterre-Université à Saint-Germain-en-Laye pour être incorporé au RER A. Le tracé d’origine est alors scindé en deux :
  - de Paris-Saint-Lazare à La Garenne-Colombes sur le réseau Transilien SNCF de Paris-Saint-Lazare,
  - de Nanterre-Université à Saint-Germain-en-Laye sur le réseau du RER A de la RATP ;
- 1979 : alimentation en courant alternatif 25 000 volts de Bécon-les-Bruyères à Houilles - Carrières-sur-Seine.

### Saint-Germain-en-Laye-Grande-Ceinture à Noisy-le-Roi
La branche reliant Saint-Germain-en-Laye-Grande-Ceinture à Noisy-le-Roi était un tronçon de la ligne de la grande ceinture de Paris dite Grande Ceinture. Elle était appelée Grande ceinture Ouest.
Elle est rouverte au public depuis le 12 décembre 2004, après 68 ans de fermeture aux usagers. Le 28 juin 2019, la Grande Ceinture Ouest est fermée en vue de sa transformation en ligne 13 du tramway d'Île-de-France en 2022.
- 1882 : mise en service du tronçon entre Noisy-le-Sec, Le Bourget et Achères, tronçon qui incluait l’actuelle ligne.
- 1936 : fermeture de cette section au trafic voyageurs.
- 1990 : fermeture de cette section au trafic marchandises.
- décembre 1998 : décision de rouvrir la ligne.
- été 2001 : début des travaux avec la dépose des voies.
- 12 décembre 2004 : ouverture de la Grande ceinture Ouest.
- 28 juin 2019 : fermeture de la Grande ceinture Ouest.

### Électrifications
Les groupes I à IV étaient électrifiés depuis les années 1920 par troisième rail en 750 volts à courant continu, les groupes V et VI demeurant sous traction vapeur. Depuis les années 1970, tous les groupes sont électrifiés par caténaire en courant alternatif monophasé 25 kV-50 Hz.

## Organisation
Les circulations sont organisées en groupes :
- Groupe I : ligne d'Auteuil, de Paris-Saint-Lazare à Auteuil-Boulogne  (fermée et reprise en partie par le RER C) ;
- Groupe II : ligne de Paris-Saint-Lazare à Versailles-Rive-Droite et son antenne, la ligne de Saint-Cloud à Saint-Nom-la-Bretèche - Forêt-de-Marly ;
- Groupe III : ligne de Paris-Saint-Lazare à Nanterre-Université (ligne de Paris-Saint-Lazare à Saint-Germain-en-Laye) et Cergy-le-Haut ;
- Groupe IV : ligne de Paris-Saint-Lazare à Ermont - Eaubonne ;
- Groupe V : ligne de Paris-Saint-Lazare à Mantes-la-Jolie par Poissy (ligne de Paris-Saint-Lazare au Havre) ;
- Groupe VI :
  - ligne de Paris-Saint-Lazare à Mantes-Station par Conflans-Sainte-Honorine ;
  - Paris - Gisors (ligne d'Achères à Pontoise et ligne de Pontoise à Dieppe).

En dehors des groupes, on retrouve la liaison La Verrière - La Défense en exploitation partagée avec la « région » de Transilien Paris Rive-Gauche.
À l'origine, le groupe II comprenait aussi :
- une ligne de Puteaux à Issy-Plaine, connue sous le nom de Ligne des Moulineaux ou de Ligne des Coteaux. Elle a été fermée en 1993, et reconstruite dans le cadre de sa transformation en ligne 2 du tramway d'Île-de-France, exploitée par la RATP ;
- la section entre Saint-Germain-en-Laye-Grande-Ceinture et Noisy-le-Roi (Grande ceinture Ouest) remplacée en 2022 par la ligne 13 du tramway d'Île-de-France.

## Les lignes

### Ligne A

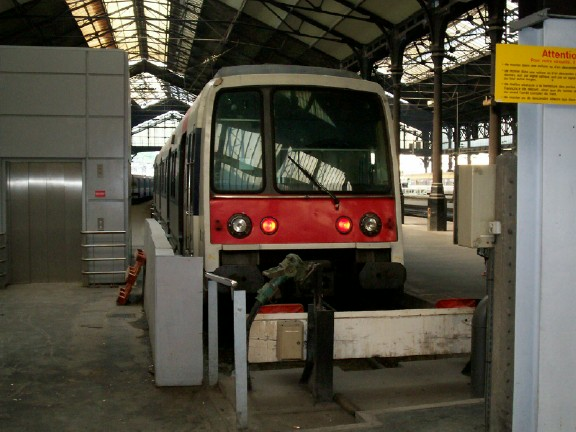
Une rame MI 84 du RER A en gare de Paris-Saint-Lazare lors d'une rupture d'interconnexion.

Transilien Paris Saint-Lazare gère la partie nord-ouest du RER A depuis Nanterre-Préfecture jusqu'à Cergy-le-Haut, sur le groupe III et Poissy, sur le groupe V, à partir de Maisons-Laffitte. La gare Saint-Lazare servait de terminus de secours aux trains du RER A circulant sur les branches Cergy et Poissy en cas de problèmes d'exploitation, de travaux ou de mouvements sociaux sur la ligne (rupture d'interconnexion avec la RATP). Cela n'est plus possible à cause de la longueur des matériels à deux niveaux, supérieur à celui des MI 84. Il est rare aussi que des navettes RER circulent entre Nanterre-Préfecture et Cergy/Poissy.

### Ligne J

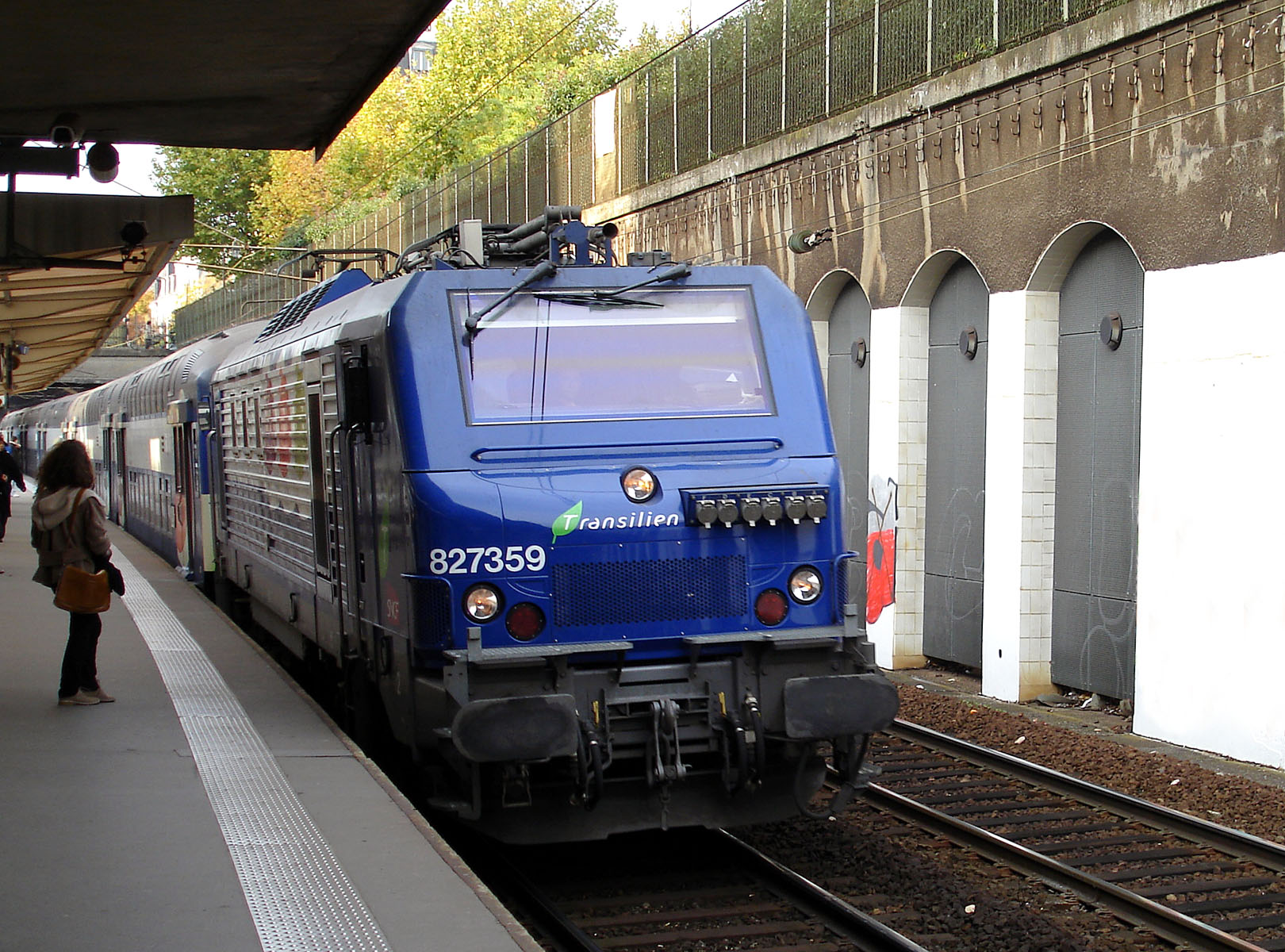
Une BB 27300 tractant des VB 2N en gare de Bois-Colombes.

Transilien Paris Saint-Lazare gère aussi la ligne Transilien J :
1. Paris-Saint-Lazare – Ermont - Eaubonne sur le groupe IV ;
2. Paris-Saint-Lazare – Poissy – Mantes-la-Jolie ;
3. Paris-Saint-Lazare – Mantes-la-Jolie / Pontoise – Chars – Gisors par Conflans-Sainte-Honorine sur le groupe VI.

### Ligne L

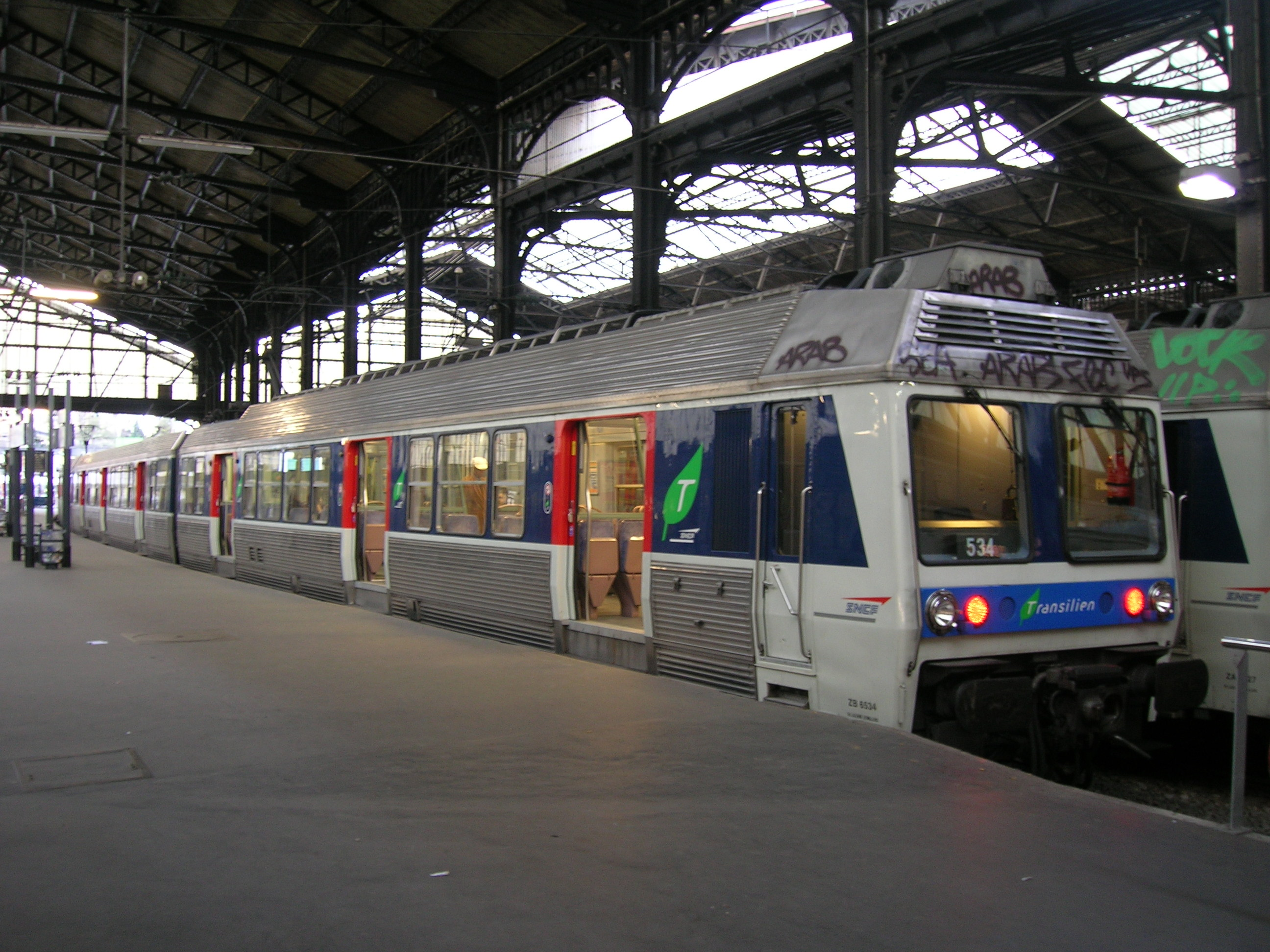
Une rame Z 6400 en livrée Île-de-France à Paris-Saint-Lazare.

Transilien Paris Saint-Lazare gère aussi la ligne Transilien L :
1. Paris Saint-Lazare – Saint-Cloud – Versailles-Rive-Droite / Saint-Nom-la-Bretèche - Forêt de Marly et
Saint-Germain-en-Laye-Grande-Ceinture – Noisy-le-Roi (Grande ceinture Ouest) sur le groupe II ;
2. Paris Saint-Lazare – Nanterre-Université – Maisons-Laffitte – Cergy-le-Haut sur le groupe III.

### Ligne U

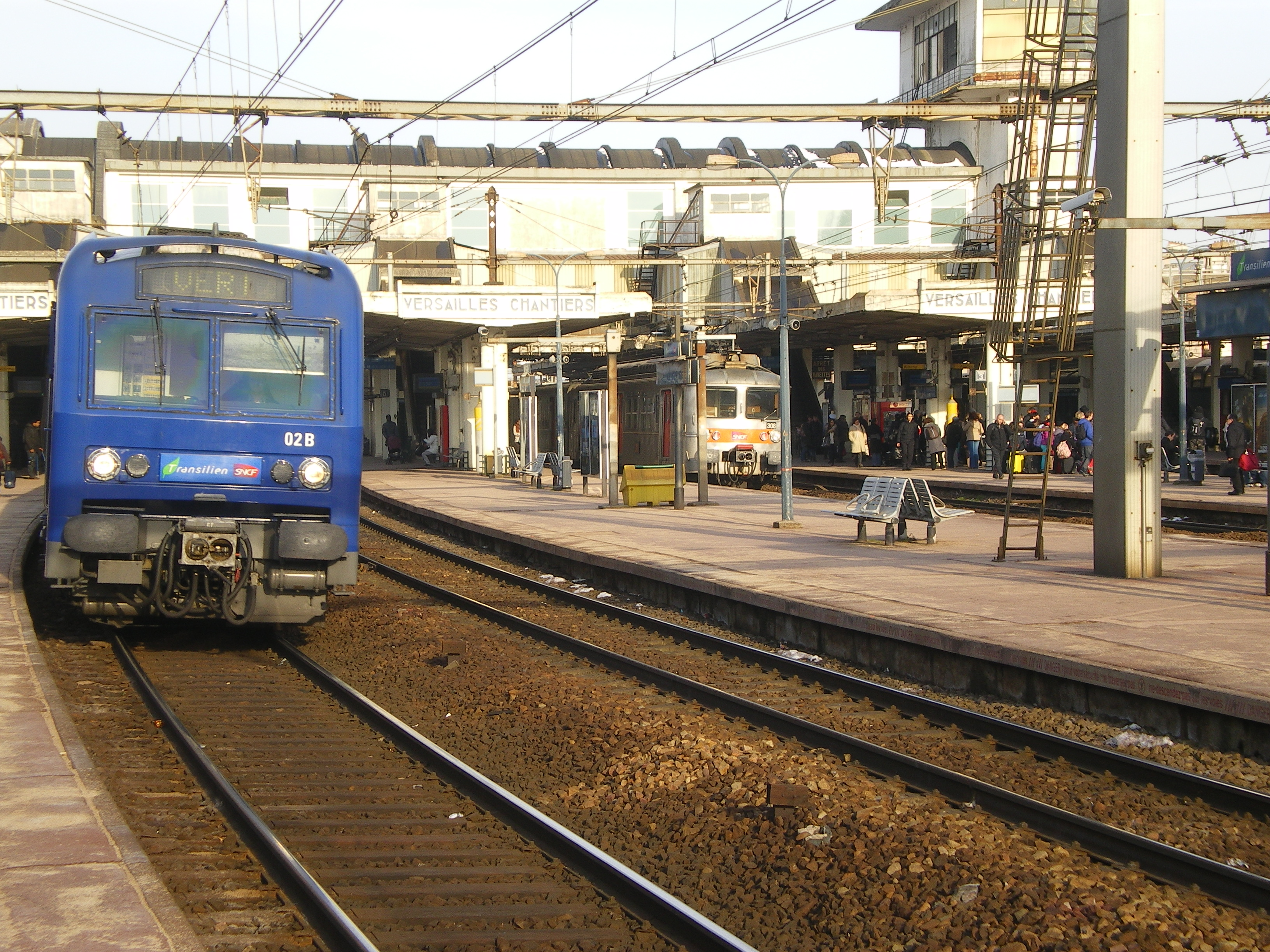
Une rame Z 8800 à Versailles-Chantiers.

Transilien Paris Saint-Lazare gère partiellement la ligne Transilien U, tangentielle reliant La Défense à La Verrière.

## Projet
Une autre réorganisation pourrait intervenir en cas de réalisation du projet connexe de création d'une ligne nouvelle Paris - Normandie ou, à tout le moins, d'une ligne nouvelle pour la circulation des trains normands, entre Mantes et Nanterre. Dans ce cas, à l'avenir, les voies actuellement utilisées par les trains normands à l'ouest de Nanterre pourraient être entièrement consacrées à la circulation des trains Transilien et à ceux des lignes du RER (RER A et, à l'avenir, RER E), mettant fin à un grand nombre de conflits de circulation.